# Karl Christian Tittmann

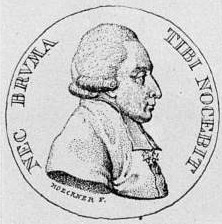
Medaille von 1817 auf das fünfzigjährige Dienstjubiläum Tittmanns

Karl Christian Tittmann (* 20. August 1744 in Großbardau; † 6. Dezember 1820 in Dresden) war ein deutscher evangelisch-lutherischer Theologe.

## Leben
Karl Christian, wurde als Sohn des Pfarrers Daniel Christian Tittmann (* 3. September 1694 in Gersdorf bei Schilda; † 8. April 1761 in Schilda) und dessen am 22. November 1729 in Markkleeberg geheirateten Pfarrerstochter Christiane Marie Schulze (* 6. September 1702 in Markkleeberg; † 19. April 1774 in Dautzschen) geboren. Er besuchte vom 4. August 1756 bis zum 15. Februar 1762 die Fürstenschule Grimma und immatrikulierte sich 1762 an der Universität Leipzig. Gefördert durch Johann August Ernesti erwarb er sich am 13. Februar 1766 den akademischen Grad eines Magisters. Im folgenden Jahr übernahm er eine Stelle als Katechet an der Peterskirche in Leipzig und wurde in Leipzig am 17. Juli 1770 als Diakon an der St. Bonifatiuskirche in Langensalza ordiniert.
Während seiner praktischen kirchlichen Arbeit vertiefte er sich in die theologische Forschung und verfasste 1773 den „Tractatus de vestigiis Gnosticorum in Novo Test. Frusta quaesitis“ (Leipzig). Aufgrund seiner schriftstellerischen Tätigkeit wurde man auf ihn an der Universität Wittenberg aufmerksam und berief ihn 1775 als Professor an die theologische Fakultät. Daraufhin erwarb er sich an der Leipziger Hochschule am 19. Mai 1775 das Baccalaurat der Theologie, am 1. Juni 1775 das Lizentiat der Theologie und wurde am selben Tag zum Doktor der Theologie promoviert. Am 3. Juni 1775 an der Universität Wittenberg immatrikuliert, übernahm er damit das Amt des Propstes an der Wittenberger Schlosskirche und war als Konsistorialrat Mitglied am Wittenberger Konsistorium.
Nachdem er in den Wintersemestern 1776 und 1780 Rektor der Universität gewesen war, rückte er 1784 zum ersten Professor, Oberpfarrer an der Stadtkirche und Generalsuperintendenten des sächsischen Kurkreises auf. 1789 folgte er einem Ruf an den sächsischen Hof, als Oberpfarrer der Dresdner Kreuzkirche, Superintendent von Dresden und Oberkonsistorialrat. Auf Grund seiner Verdienste, wie später auch seine Söhne, wurde er in der Ratsgruft des Eliasfriedhof beigesetzt.
Theologisch in der Zeit der Aufklärung verankert, verfasste er seine Schriften maßgeblich beeinflusst von Ernesti und Abicht. Zusätzlich begann er, Gesangbücher in seinem Sinn umzugestalten. Die Tittmannstraße im Dresdner Stadtteil Striesen wurde zu Ehren der Familie, nicht nach einer Einzelperson, benannt.

## Familie
Tittmann heiratete am 10. Februar 1771 in Leipzig Carolina Regina Schleußner (~ 14. Oktober 1749 in Leipzig; † 29. November 1824 in Dresden), die Tochter des Archidiakons an der St. Thomaskirche in Leipzig Friedrich Wilhelm Schleußner, (* 13. November 1709 in Glesien bei Delitzsch; † 5. September 1764 in Leipzig) und dessen am 15. November 1745 in Leipzig geheirateten Frau Johanna Regina Scholvin (* 10. Juli 1727 in Leipzig; † 16. Mai 1794 ebenda). Aus der Ehe stammen Kinder, von diesen kennt man:
1. Tochter Johanna Caroline Tittmann (* 17. November 1771 in Langensalza, ~ 19. November 1771 ebenda; † 21. November 1853 in Dresden), ⚭ 13. Oktober 1796 in Dresden mit dem Hof und Justizrat in Dresden Christoph Karl Stübel (* 3. August 1764 in Pausitz; † 5. Oktober 1828 in Dresden),
2. Sohn Johann August Heinrich Tittmann (* 1. August 1773 in Langensalza; † 30. Dezember 1831 in Leipzig), Professor der Theologie an der Universität Leipzig
3. Sohn Karl August Tittmann (* 12. September 1775 in Wittenberg, ~ 1. September 1775 ebenda; † 14. Juni 1834 in Dresden), Jurist Dresden,
4. Tochter Johanna Eleonora Tittmann (~ 16. Januar 1779 in Wittenberg, ~ 19. Januar 1779 ebenda)
5. Sohn Friedrich Christian Tittmann (* 23. August 1782 in Wittenberg, ~ 25. August 1782 ebenda; † 29. Dezember 1826 in Dresden) 1800 Uni. Leipzig, 1802 Uni. Wittenberg 1804 Dr. jur. ebd., 1811 Ratsherr Dresden, 1822 Stadtrichter ebd., ⚭ 14. Mai 1807 in Dresden mit Caroline Friederike Ermel (* 27. April 1782 in Dresden, ~ 29. April 1782 ebenda; † 6. Dezember 1847 ebenda, □ 9. Dezember 1847 ebenda), die Tochter des Dresdner Bürgermeisters Friedrich August Ermel und dessen Frau Johanna Christina Gehe,
6. Sohn Friedrich Wilhelm Tittmann (* 29. April 1784 in Wittenberg, ~ 30. April 1784 ebenda; † 20. Mai 1864 in Dresden) Dr. jur., Archivar und Historiker Dresden

## Schriften
- Tractatus de vestigiis Gnosticorum in N.T. frustra quaesitis. Leipzig 1773
- Diss. de noxis et inscitia linguarum doctrinae christianae illatis. Leipzig 1775
- Progr. de theologis veterum. Wittenberg 1775
- Progr. I. II de vocabulis oeconomiae salutis. Wittenberg 1776
- Progr. de opere Christi salutari. Wittenberg 1778
- Progr. Jesus, Deus et seruator in evangelicum Iohannis demonstratur. Wittenberg 1778
- De resurrectione mortuorum beneficio Christi. Wittenberg 1779
- Christliche Moral, 1783, 1785, 1794
- Wittenbergisches Gesangbuch, Wittenberg u. Zerbst 1788, 1792, 1796
  - Gebete und Andachtsübungen dazu, 1788, 1792
- Dresdnisches Gesangbuch, Dresden 1797
  - Gebete und Andachtsübungen dazu, Dresden 1797
- Gebete zum Gebrauch bei den öffentlichen und häuslichen Gottesdienste, Dresden und Leipzig 1811
- Kirchenbuch für den evangelischen Gottesdienst der Königlich sächsischen Lande, auf allerhöchsten Befehl herausgegeben, Dresden 1812–1813, 2 Teile (2 Teil auch mit dem Titel „Neue Sächsische Kirchenagende“, Dresden 1813)